# Hyundai Dynasty
Hyundai Dynasty – samochód osobowy klasy wyższej produkowany pod południowokoreańską marką Hyundai w latach 1996 – 2005.

## Historia i opis modelu

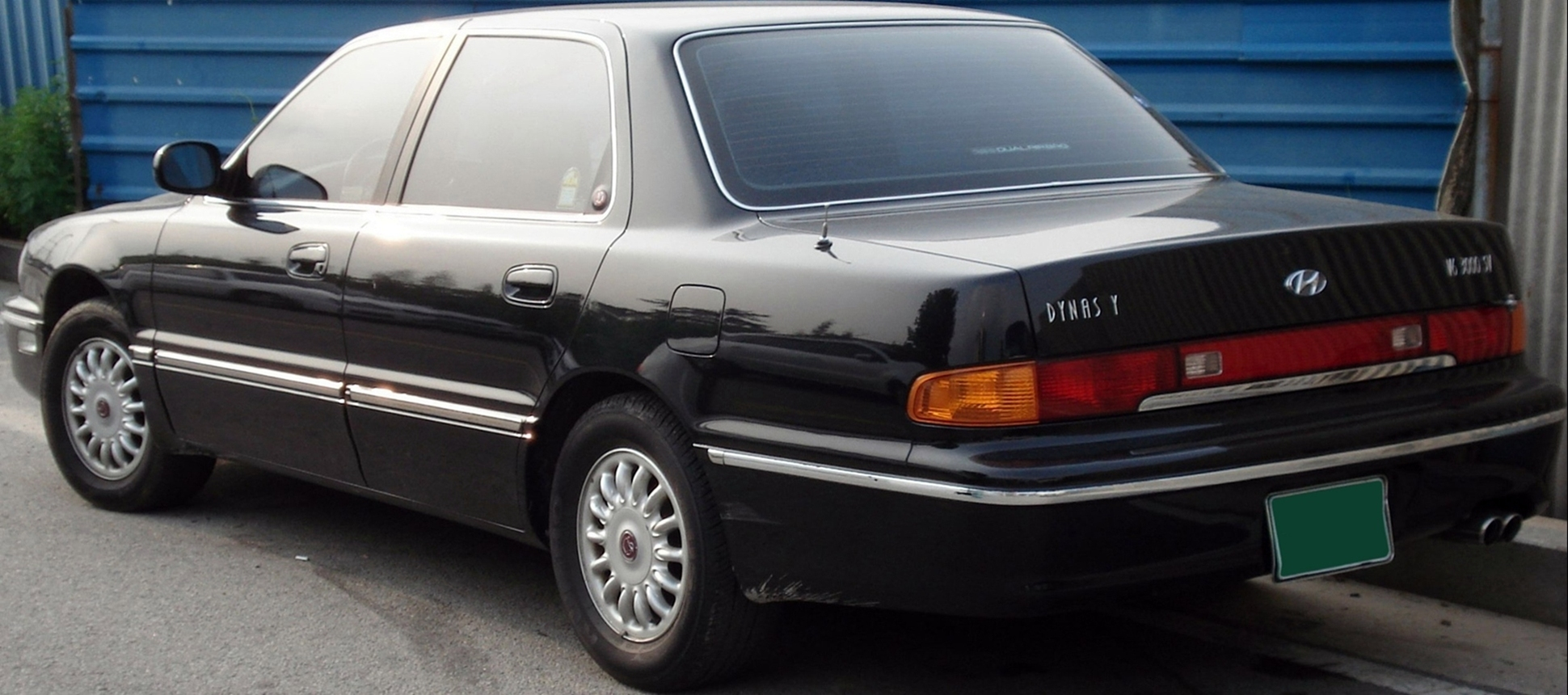
Hyundai Dynasty - tył

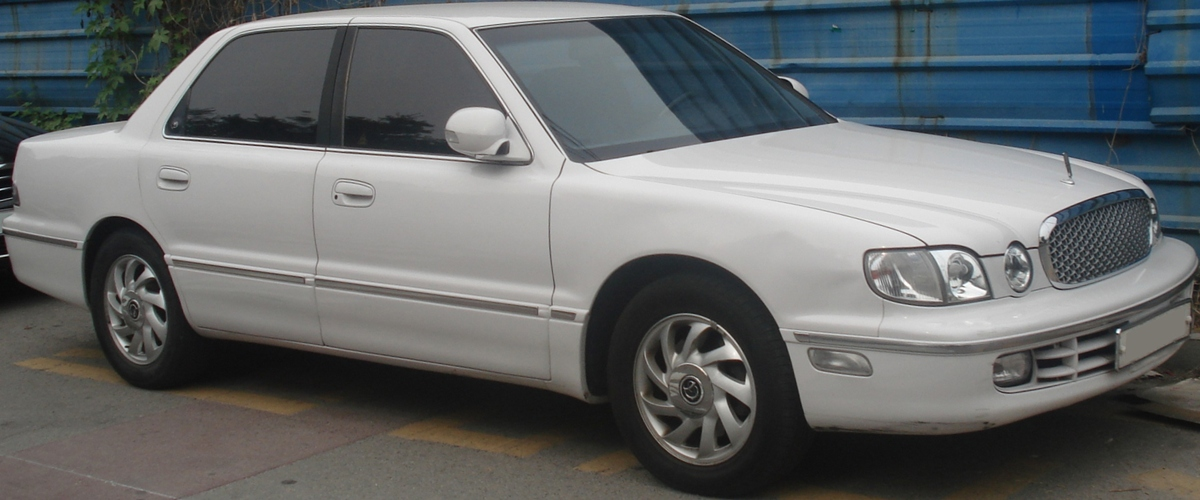
Hyundai Dynasty po liftingu

Model Dynasty pojawił się w ofercie Hyundaia w 1996 roku jako topowa, luksusowa limuzyna skonstruowana z myślą o lokalnym rynku południowokoreańskim. Samochód uplasował się w gamie powyżej tańszego Grandeura, a później poniżej większego Equusa.
Pod kątem wizualnym Hyundai Dynasty wyróżniał się charakterystycznymi, dwuczęściowymi reflektorami, a także dużą chromowaną atrapę chłodnicy z dedykowanym, stojącym logotypem umieszczonym na masce.

### Lifting
W 2002 roku Hyundai Dynasty przeszedł drobną restylizację, w ramach której otrzymał zmodyfikowany wygląd przedniego zderzaka, a także nowy układ poprzeczek w chromowanej atrapie chłodnicy. 
Pod odnowioną postacią Hyundai Dynasty był produkowany do 2005 roku, po czym zniknął on z oferty. Do oferowania luksusowego modelu klasy wyższej powrócno w 2008 roku na rzecz modelu Genesis.

### Silniki
- V6 2.5l ΣSigma
- V6 3.0l ΣSigma
- V6 3.5l ΣSigma